# Аніва (містечко, Вісконсин)
Аніва (англ. Aniwa) — місто (англ. town) в США, в окрузі Шавано штату Вісконсин. Населення — 517 осіб (2020).

## Демографія
Згідно з переписом 2010 року, у місті мешкала 541 особа в 210 домогосподарствах у складі 161 родини. Було 246 помешкань
Расовий склад населення:
| - 98,3 % — білих - 1,1 % — корінних американців |

До двох чи більше рас належало 0,6 %. Частка іспаномовних становила 0,2 % від усіх жителів.
За віковим діапазоном населення розподілялося таким чином: 21,1 % — особи молодші 18 років, 64,9 % — особи у віці 18—64 років, 14,0 % — особи у віці 65 років та старші. Медіана віку мешканця становила 44,7 року. На 100 осіб жіночої статі у місті припадало 104,2 чоловіків;  на 100 жінок у віці від 18 років та старших — 107,3 чоловіків також старших 18 років.
Середній дохід на одне домашнє господарство  становив 72 596 доларів США (медіана — 62 625), а середній дохід на одну сім'ю — 81 010 доларів (медіана — 65 536). Медіана доходів становила 44 167 доларів для чоловіків та 31 458 доларів для жінок. За межею бідності перебувало 7,4 % осіб, у тому числі 6,4 % дітей у віці до 18 років та 14,3 % осіб у віці 65 років та старших.
Цивільне працевлаштоване населення становило 348 осіб. Основні галузі зайнятості: освіта, охорона здоров'я та соціальна допомога — 19,8 %, сільське господарство, лісництво, риболовля — 19,3 %, виробництво — 17,5 %, будівництво — 15,8 %.